# Manuel Antonio de Varona
Manuel Antonio de Varona y Loredo (25 tháng 11 năm 1908 – 29 tháng 10 năm 1992) còn gọi là Tony de Varona, là luật sư và chính khách người Cuba từng một thời giữ chức Thủ tướng Cuba từ năm 1948 đến năm 1950.

## Tiểu sử
Varona chào đời ngày 25 tháng 11 năm 1908 tại Camagüey, là vị Thủ tướng Cuba thứ 7 giai đoạn 1948–1950, và giữ chức Chủ tịch Thượng viện Cuba từ năm 1950 đến năm 1952. Năm 1960, Varona phải bỏ sang Mỹ sống lưu vong sau khi lên án chế độ cộng sản của Fidel Castro. Ông còn gia nhập liên minh chống cộng của những người Cuba lưu vong mang tên Hội đồng Cách mạng Cuba (1961–1964).
Trong thời gian Varona sống lưu vong ở Miami bang Florida nước Mỹ, CIA đã tìm cách liên hệ và hỗ trợ ông lập kế hoạch hoạt động cho Cuộc xâm lược Vịnh Con Lợn. Họ cung cấp những viên thuốc tẩm độc tố botulinum để thực hiện vụ ám sát Fidel Castro. Những viên thuốc này không bao giờ được sử dụng vì Castro không còn ghé thăm nhà hàng nơi có một tay nhân viên chống Castro định sử dụng chúng. Biến cố Vịnh Con Lợn xảy ra và chiến dịch bị hủy bỏ.
Varona qua đời ngày 29 tháng 10 năm 1992, di hài được gia đình chôn cất tại Công viên Tưởng niệm Flagler ở Miami, Florida.

## Tác phẩm
- El drama de Cuba ante América (1960).[4]

## Gia đình
Ông có ba người con: Carlos de Varona Segura từng tham gia biến cố Vịnh Con Lợn, Emelina Ivette và Ivonne de Varona Ruisanchez.